# Лённрот, Элиас
Элиас Лённрот (фин. Elias Lönnrot; 9 апреля 1802[…], Самматти — 19 марта 1884[…], Самматти, Нюландская губерния) — финский лингвист, фольклорист, собиратель и составитель карело-финского эпоса «Калевала».

## Биография
Родился в семье портного в приходе Самматти. Приход входил в то время в лен Шведского королевства Нюланд и Тавастгус (ныне Самматти в составе провинции Уусимаа Южной Финляндии). Семья жила в крайней нужде. Отец видел в Элиасе такого же портного, как он сам, но сын с малых лет упорно учился и, ценою великого упорного труда, стойко терпя лишения, добился получения высшего образования.
По окончании школы в Таммисаари, затем школы в Або, поступил в 1822 году на общегуманитарный факультет Императорской академии в Або, который окончил в 1827 году. В том же году защитил диссертацию «Вяйнямёйнен, бог древних финнов» (на латинском языке).
Поступил на медицинский факультет Гельсингфорсского университета, который окончил в 1832 году, получив степень доктора медицины.
В начале 1833 года получил должность районного врача в Восточной Финляндии, в небольшом городке Каяани. Здесь прожил 21 год, до конца 1853 года. Как врач участвовал в борьбе с холерой во время эпидемии болезни в Финляндии, сам переболел ею.

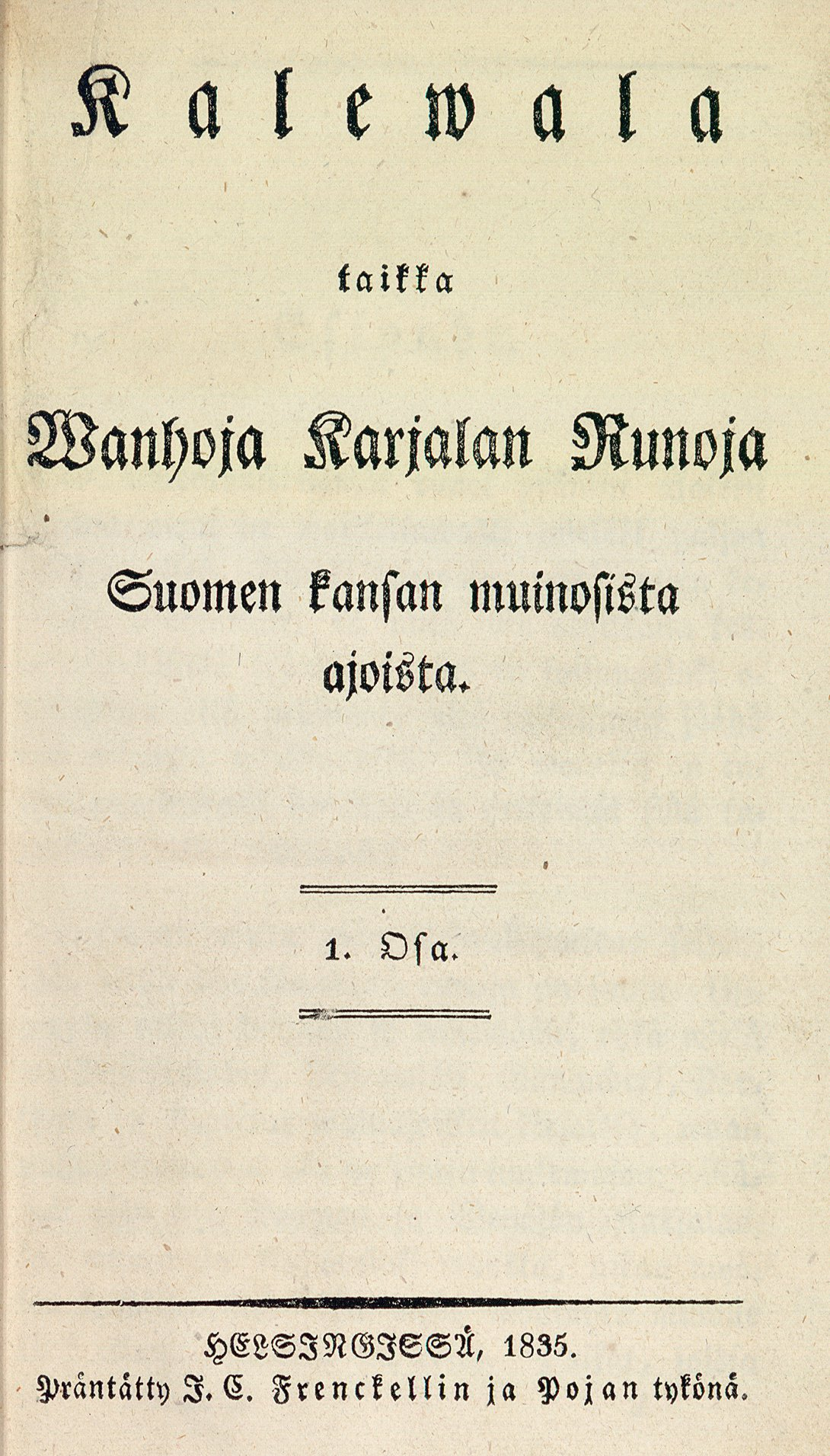
Первое издание «Калевалы» (1835)

В эти годы увлёкся собиранием карело-финского фольклора, древних эпических рун, пословиц и поговорок. В дальнейшем собранные Э. Лённротом этнографические материалы легли в основу эпоса «Калевала», принёсшего ему мировую известность.
Совершил в общей сложности 11 поездок по финской и русской Карелии (1828—1842), в том числе по территориям, населённым карелами, в восточных и частью северных районах Олонецкой и Архангельской губерний (в 1832—1837, 1841—1842). Эти путешествия совершал пешком, с ружьём и сумой за плечами, или в лодке; цели его путешествий были прежде всего связаны с фольклором и лингвистикой,  его путевые записи, дневники и заметки содержат также ценные географические и краеведческие сведения: о путях и способах передвижения, ландшафте, озёрах, реках, селениях, населении, его быте и промыслах, экономическом положении, обычаях, состоянии врачебной помощи и т. д. Некоторые из его краеведческих наблюдений, особенно бассейна Верхней Кеми , не утратили своего познавательного значения.
В 1833 году провёл основную фольклорную экспедицию по записи песен-рун будущей «Калевалы»: из Каяани в русскую Карелию через Вуокинйоки, Каменное озеро, на Войницу и Вокнаволок (озеро Верхнее Куйто) и через Каменное озеро возвратился домой. Пятое — по общему счёту и четвёртое — по Карелии (апрель 1834) короткое путешествие (18 дней) протекало преимущественно в русской Карелии. Побывал в Войнице, Ювалакше, Ухте, Вокнаволоке, на Каменном озере и в Ладвозере, то есть в верхней части бассейна реки Кемь. Здесь Лённрот встречался с известными карельскими рунопевцами — Архипом Перттуненом и Ваассилой Киелевяйненом.
В следующем путешествии (1835), закончив «Калевалу», прошёл большой маршрут по северо-восточной Карелии, посетив Реболы, Ругозеро, оттуда вдоль реки Чирка-Кемь в Юшкозеро, Ухту (ныне — поселок Калевала), Ювалакшу, Вокнаволок.
Собранные руны объединил в эпическое произведение «Калевала». Первое издание эпоса состоялось в 1835 году, второе — в 1849 году.
В 1836 году основал журнал Mehiläinen (Пчела), который стал первым в Финляндии периодическим литературным журналом.
Самым длительным и сложным по маршруту было путешествие в 1836—1837 годах. В первую половину поездки была пройдена северная часть маршрута: через Ухту, Кереть, Ковду посетил Кандалакшу и Колу на Кольском полуострове, Петсамо (Печенга) и всю северную часть Финляндии.
В 1839 году опубликовал работу «Домашний врач финского крестьянина».
Сразу же по возвращении домой отправился на юг, через Вокнаволок и Реболы к карелам Восточной Финляндии до северного побережья Ладожского озера.
В последнее путешествие по Карелии поставил задачу филологического исследования диалектов карельского языка и сбора материалов для шведско-финского словаря. В 1841 году посетил Петрозаводск.

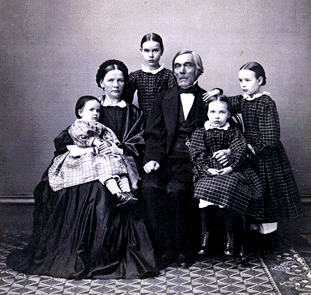
Элиас Лённрот с семьёй. Начало 1860-х годов

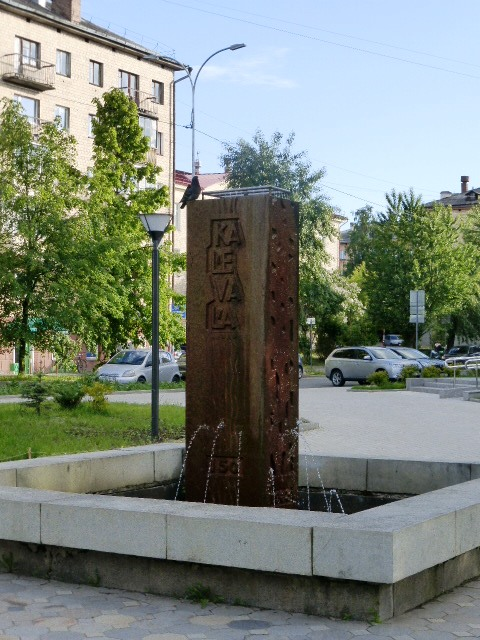
Фонтан «Калевала» в сквере имени Э. Лённрота в Петрозаводске

В 1841—1842 годах вместе с Матиасом Кастреном совершил большую этнографо-лингвистическую поездку по Лапландии. В учёном мире выдвинулся глубокими знаниями в области финского языка и фольклора.
Кроме основного труда «Калевала», опубликовал сборник антологии финской народной лирики «Кантелетар» (1840—1841), сборники «Финские народные пословицы» (1842) и «Финские загадки» (1844).
В 1844 году, возвращаясь пешком из Дерпта в Гельсингфорс через Петербург, записал ижорский фольклор в селе Котлы.
С апреля 1850 года почётный член Берлинской Королевской академии наук. В 1853 году приглашён профессором финского языка и литературы в Гельсингфорсский университет. В 1859 году избран почётным членом Венгерской академии наук.
В 1860 году была опубликована работа Лённрота «Флора Финляндии».
В 1862 году, оставив должность профессора, уехал в родную деревню Самматти.
Известен также как составитель двухтомного «Финско-шведского словаря» (1867—1881). Многие термины, которые сейчас являются неотъемлемой частью научной финской терминологии (особенно в области филологии и ботаники), были впервые сформулированы им.
В 1876 году избран почётным академиком Императорской академии наук. Многолетняя дружба Лённрота с русским учёным Яковом Гротом, а также его связи с русскими литераторами (Петром Плетнёвым, Пантелеймоном Кулишом и др.) имели большое историко-литературное значение.
Скончался 19 марта 1884 года в родной деревне Самматти в возрасте 82 лет.

## Награды
Иностранных государств:
- Орден Полярной звезды, рыцарский крест (18 апреля 1865, королевство Швеция)[6]
- Орден «Pour le Mérite für Wissenschaften und Künste» (22 января 1872, королевство Пруссия)[7]

## Сочинения
- Flora Fennica. Suomen Kasvisto. — Koelma, Hels., 1860.

и другие.

## Память
- В годы финской оккупации (1941—1944), Пушкинская улица в Петрозаводске была переименована в улицу Элиаса Лённрота[8].
- В его честь названа улица в центре Хельсинки, на которой установлен памятник учёному.

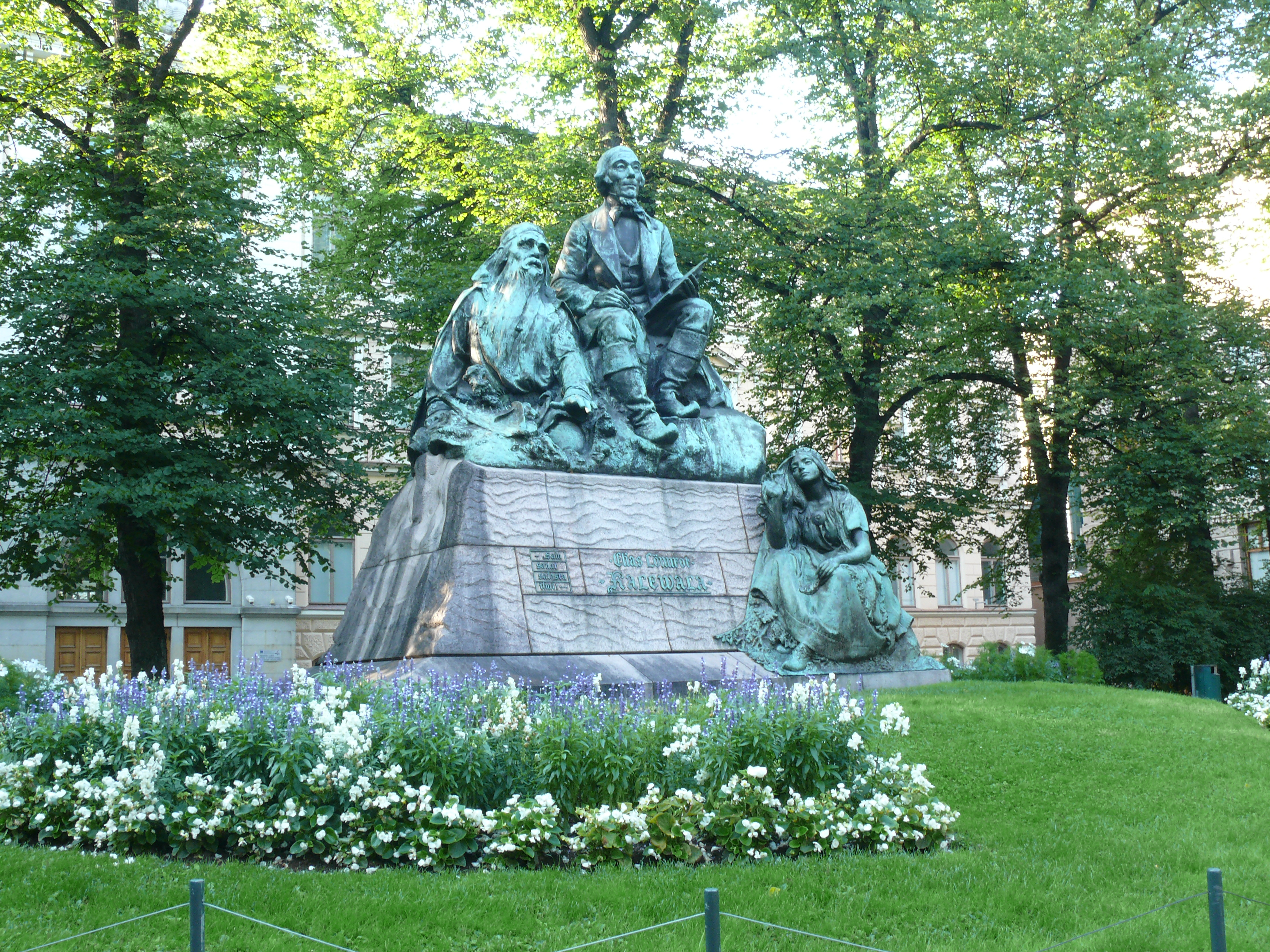
Памятник Элиасу Лённроту и героям эпоса «Калевала» в Хельсинки

- Имя Элиаса Лённрота носит Финно-угорская школа в Петрозаводске.
- Именем Элиаса Лённрота назван сквер в центре Петрозаводска на пересечении улиц Кирова и Свердлова, в котором установлен фонтан в честь героев эпоса «Калевала».
- В городе Сортавала в 1978 году открыт памятный знак в честь Элиаса Лённрота[9].
- В Ухте (Калевале) имеется памятный знак — «Сосна Лённрота» — в виде ствола сосны, под которой, по легенде, в 1830-х годах Элиас Лённрот записывал руны, обрядовые песни и былины, впоследствии лёгшие в основу эпоса «Калевала»[10].